# 116P/Wild
116P/Wild 4, komet Enckeove vrste.